# Religion au Venezuela
La religion au Venezuela est un des phénomènes majeurs de l'histoire et de la culture du pays. Le pays est majoritairement catholique, religion apportée par la colonisation espagnole.

## Les religions

### Un christianisme majoritaire
Selon le gouvernement, 92 % des habitants déclarent appartenir à l'Église catholique romaine, les 8 % restants sont protestants.
La Convention nationale baptiste du Venezuela a ses origines dans une mission américaine du Conseil de mission internationale en 1946 à Caracas . Elle est officiellement fondée en 1951 par 6 églises.
- Diables danseurs du Corpus Christi
- Exarchat apostolique du Venezuela des Melkites
- Archidiocèse orthodoxe antiochien du Mexique, du Venezuela, d'Amérique centrale et des Caraïbes

### Autres religions
Les deux autres religions monothéistes sont également représentées. Les musulmans d'origine libanaise et syrienne seraient environ 100 000 et présents au nord, dans l'État insulaire de Nueva Esparta, à Punto Fijo (État de Falcón) et dans la région de la capitale Caracas.
La communauté juive, regroupée essentiellement à Caracas compte environ 13 000 membres.
Le bouddhisme est pratiqué par environ 52 000 fidèles, essentiellement d'origine chinoise, mais également japonaise ou coréenne. Il existe des centres bouddhistes à Caracas, Maracay, Mérida, Puerto Ordaz, San Felipe et Valencia.
Selon des sources internes, l'Église mormone compteraient environ 161 000 membres, principalement à Caracas.
Les Témoins de Jéhovah comptent 147 680 fidèles.

### Syncrétisme, Santeria et animisme

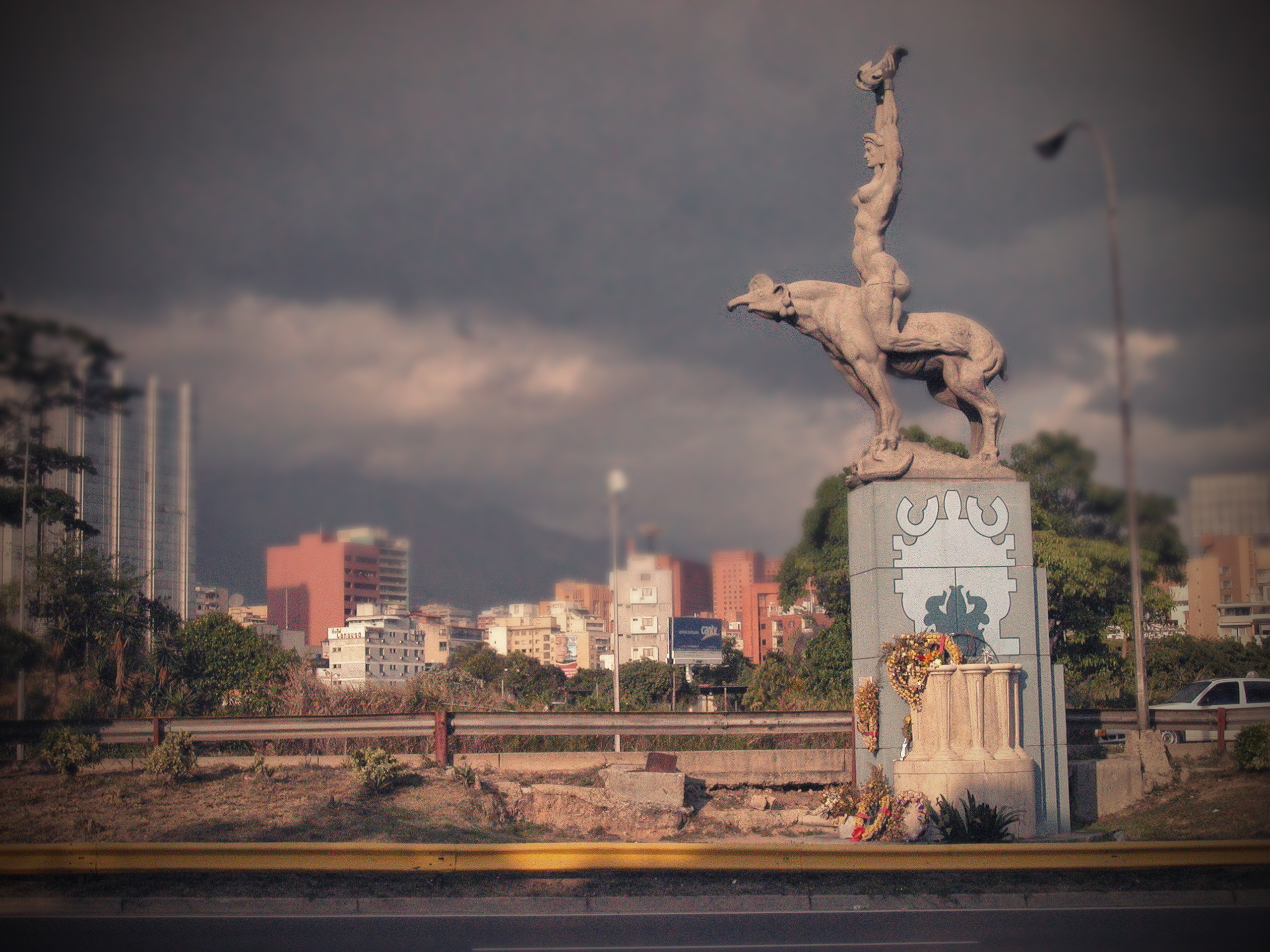
Maria Lionza

Le Venezuela compte des traditions religieuses syncrétiques, les plus connues étant celles autour des figures de Maria Lionza (es) et Jose Gregorio Hernandez (1864-1919). Une communauté en augmentation depuis 2008 pratique la religion Santeria et le culte des Orishas.
Les peuples indigènes, principalement au sud du pays, notamment dans l'État d'Amazonas, pratiquent des cultes animistes. La communauté des indiens Yanomami pratique, par exemple, une spiritualité tournée autour de l'« esprit de la forêt » dont elle tire tout et avec laquelle elle vit en harmonie en ne prélevant que le nécessaire pour le préserver au mieux et pratique le chamanisme qui, avec les rites funéraires, constitue l'un des piliers culturels de la communauté.